# Sant Genís de Rocafort
El monestir de Sant Genís de Rocafort és un monestir situat a la localitat de Martorell, a la comarca del Baix Llobregat.
Va ser fundat pels barons de Castellví, Guillem II Bonfill i la seva esposa Sicarda, l'any 1042. Una altra donació és del 1084. Va quedar unit al Monestir de Sant Miquel de Cruïlles des de l'any 1282. Va tenir possessions a tota la zona del Llobregat, la seva decadència va començar al segle xiv i va sofrir grans destrosses al terratrèmol de Catalunya de 1448. Es va fer la seva secularització el 1534.

## L'edifici
.

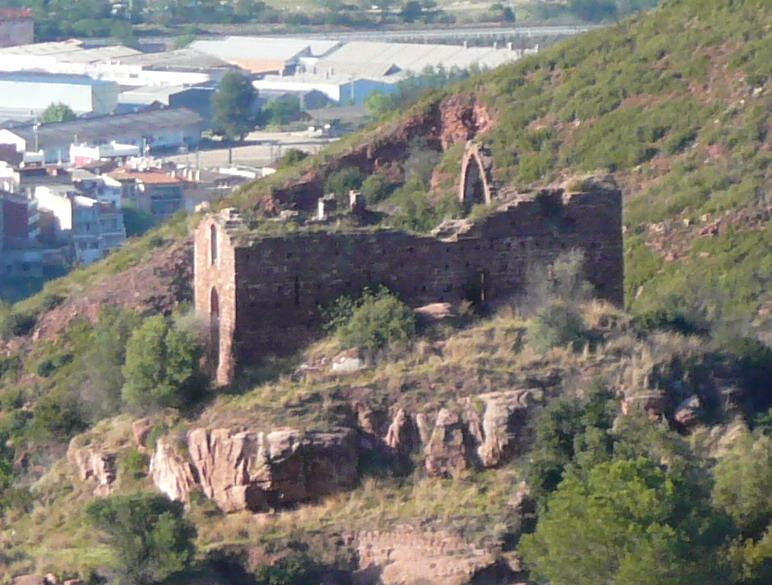
Sant Genís de Rocafort vist des de la serra de l'Ataix, amb Martorell al fons

Es conserven restes de la seva església de planta rectangular amb una nau de volta de canó apuntada, amb un arc toral ogival, als seus murs laterals té arcosoli en forma de capelles. A la porta principal, per la part exterior està formada per dues arquivoltes i un timpà amb un relleu d'una flor de sis pètals al seu centre. Adjunt a les restes de l'església es troba el poc que queda del Castell de Rocafort, amb restes conservades que semblen de mitjan segle xii. Del castell es destaquen un llenç de muralla que ressegueix el perfil de la roca i una torre de planta rodona amb la base ben conservada.
Als museus de Martorell es conserven diversos elements esculpits i sarcòfags procedents del monestir.